# Austria Wirtschaftsservice
Pour les articles homonymes, voir AWS.
La Austria Wirtschaftsservice Gesellschaft (aws), le service économique de l'Autriche, est une institution financière spécialisée de la République d'Autriche chargée de l'encouragement économique et financement des entreprises. La banque met à disposition environ un milliard d'euros des aides économiques par an, surtout en forme d'emprunts, crédits bancaires et garanties afin de financer des missions en valeur d'environ 11 milliards d'euros. L'aws se concentre sur quatre secteurs clé : technologie et innovation, marché financier, encouragement économique et financement ainsi que conseil à la gestion recherche-développement
. En outre elle gère le programme conjoncturel de la République d'Autriche en valeur d'environ un milliard d'euros en 2009 et 2010.

## Historique
La banque est le résultat d'un fusionnement en 2002 des 4 institutions s'occupant de l'encouragement économique : la Bürges Förderungsbank fut fondée en 1954 comme banque spéciale pour le soutien des PME. Se basant sur les fonds du Plan Marshall, l'ERP-Fonds (Programme de rétablissement européen) fut créé en 1962 afin de mobiliser des crédits bancaires comme aides à l'innovation et moyens pour le développement économique. En 1969, la Finanzierungsgarantie Gesellschaft fut créée a fin de minimiser les risques liés aux financements des projets économiques. La quatrième organisation, la Innovationsagentur (Agence pour l’Innovation) fut fondée en 1984 afin d'encourager le transfert de technologie.

## Collaborations internationales
L'AWS coopère étroitement avec des institutions financières internationales comme la Banque européenne pour la reconstruction et le développement, la Banque européenne d'investissement, le Fonds européen d'investissement ainsi que la Société financière internationale et la Banque mondiale. La banque est affiliée à l'AECM (Association Européenne du Cautionnement Mutuel), à l'EDFI (European Development Finance Institutions) et au NEFI (Réseau européen d'établissements financiers).